# Efeb de Subiaco
L'Efeb de Subiaco (o el jove de Subiaco, en italià: Efebo subliacense,) és una escultura d'un home jove adolescent trobada a la Vila Sublaquensis de Neró a Subiaco (la Sublaqueum romana) a la vall superior del riu Aniene, Laci, Itàlia.
El marbre sense cap és una còpia d'un bronze grec perdut, com ho demostra un estrany recolzament en forma de tronc d'arbre i "el fracàs del conjunt de la silueta, deformada per mantenir-la dins dels límits d'un sol bloc de pedra", com observa Rhys Carpenter ; és improbable que sigui posterior a Neró, a causa de la ubicació on va ser trobat. La data de l'original en bronze que copia és refutada. Al moment de la seva troballa August Kalkmann va donar una data aproximada de començaments del Segle V aC però abans de la Segona Guerra Mundial, l'opinió general la situava a la fi del Segle IV aC. en el gir cap a l'estil hel·lenístic, al que Rhys Carpenter es va oposar, suggerint en canvi els anys 60 o 70 del segle cinquè. Brunilde Sismondo Ridgway, en una nova datació radical de la història de l'escultura grega, l'ha col·locat entre les obres classicistes del Segle I aC.
L'atleta es mostra enmig d'un pas, en una convenció arcaica de la carrera. El seu braç esquerre, ara desaparegut, una vegada li va fregar el genoll dret. El seu braç dret s'estén cap amunt i endavant. La seva cama dreta avança amb un genoll doblegat. El seu genoll esquerre no toca el sòl, ni suporta el pes del seu tors tort violentament: Carpenter ho va comparar amb la meitat inferior de Nióbides ensopegant.
L'escultura es conserva al Palacio Massimo alle Terme, al costat de les Termes de Dioclecià de Roma.
Còpies
Una còpia en marbre, realitzada per Eugène Désiré Piron l'any 1905, es conserva a la ENSBA de París.
Existeix una còpia a la contrada Sant´Angelo a la vora de la carretera estatal SS411 a Subiaco. Allí va ser trobat l'any 1883, durant les excavacions de la Vila de Neró, al marge esquerre del riu Aniene. (41° 55′ 36″ N, 13° 4′ 40″ E / 41.92667°N,13.07778°E / ,)
Curiositats
Jean Louis Curtis, va escriure una novel·la titulada LÉphebe de Subiaco, a partir de la qual, Philippe de Broca va rodar en 1972 la pel·lícula Chère Louise, protagonitzada per Jeanne Moreau i presentada en castellà amb el títol de Pecats de tardor.